# Locaute da NBA de 2011
O Locaute da NBA de 2011 foi o quarto locaute da história da NBA. Por conta de um impasse trabalhista (os jogadores reivindicavam uma maior participação na receita das franquias) a temporada 2011-12 começou com atraso. A NBA ficou oficialmente sob locaute do fim de junho de 2011 a meados de dezembro do mesmo ano.
Durante o locaute, jogadores não receberam salários, as franquias não puderam negociar ou assinar contratos, jogadores não puderam usar as instalações dos times por qualquer que fosse o propósito, e as franquias não organizaram nenhum summer camps (treinamentos de verão), amistosos, treinamentos ou reuniões de equipe.